# Romance sonámbulo
Romance sonámbulo (Somnambule Romanze oder hypnotische Romanze oder Traumwandlerromanze), bekannt auch unter der Anfangszeile Verde que te quiero verde, ist ein surrealistisches Gedicht von Federico García Lorca.

## Kontext
Romance sonámbulo ist das bekannteste Gedicht aus Federico García Lorcas 1928 erschienener Sammlung Romancero gitano.
Zu Beginn des 20. Jahrhunderts lösten sich Künstler in vielen Kunstrichtungen von den Fesseln des Realismus, indem sie Formen in ihre Grundelemente zerlegten – ein Vorgehen, das als Dekonstruktion bezeichnet wird. In der bildenden Kunst sind die Werke Picassos und anderer Kubisten Beispiele dafür. In der Literatur bot der Surrealismus den Dichtern die Möglichkeit, gewohnte alltägliche Gebilde zu phantastischen Traumbildern zu verformen. Die Gedichtsammlung Primer romancero gitano markiert einen Gipfelpunkt dieser Entwicklung. Lorca verwendete das alte Wort Romance, das ursprünglich eine erzählende Gedichtform bezeichnet. Statt auf fortlaufende Handlung konzentrierte er sich jedoch auf kraftvolle Bildsprache. Mit der radikalen Aufgabe der linearen Erzählweise zugunsten bildhafter Metaphern spiegelte der Dichter die tiefen politischen und sozialen Veränderungen in den unruhigen 1920er Jahren wider.

## Text
| Romance sonámbulo                       | Somnambule Romanze                          |
| --------------------------------------- | ------------------------------------------- |
| A Gloria Giner y a Fernando de los Ríos | Für Gloria Giner und Fernando de los Ríos   |
| Verde que te quiero verde.              | Grün wie ich dich liebe grün.               |
| Verde viento. Verdes ramas.             | Grüner Wind. Grüne Zweige.                  |
| El barco sobre la mar                   | Das Schiff auf dem Meer                     |
| y el caballo en la montaña.             | und das Pferd in den Bergen.                |
| Con la sombra en la cintura             | Mit Schatten auf ihrem Taillenbund          |
| ella sueña en su baranda,               | träumt sie auf ihrer Veranda,               |
| verde carne, pelo verde,                | grünes Fleisch, grünes Haar,                |
| con ojos de fría plata.                 | mit Augen aus kaltem Silber.                |
| Verde que te quiero verde.              | Grün wie ich dich liebe grün.               |
| Bajo la luna gitana,                    | Unter dem Gitano-Mond                       |
| las cosas la están mirando              | schauen sie die Dinge an                    |
| y ella no puede mirarlas.               | und sie kann sie nicht ansehen.             |
|                                         |                                             |
| Verde que te quiero verde.              | Grün wie ich dich liebe grün.               |
| Grandes estrellas de escarcha,          | Große Sterne aus Raureif                    |
| vienen con el pez de sombra             | kommen mit dem Fisch des Schattens,         |
| que abre el camino del alba.            | der der Morgendämmerung den Weg bahnt.      |
| La higuera frota su viento              | Der Feigenbaum reibt seinen Wind            |
| con la lija de sus ramas,               | am Schleifsand seiner Zweige,               |
| y el monte, gato garduño,               | und der Berg, der diebische Kater,          |
| eriza sus pitas agrias.                 | sträubt seine derben Agaven.                |
| Pero ¿quién vendrá? ¿Y por dónde...?    | Aber wer kommt? Und von woher?              |
| Ella sigue en su baranda,               | Sie bleibt auf ihrer Veranda,               |
| verde carne, pelo verde,                | grünes Fleisch, grünes Haar,                |
| soñando en la mar amarga.               | Träumend im bitteren Meer.                  |
|                                         |                                             |
| Compadre, quiero cambiar                | Mein Freund, ich möchte tauschen            |
| mi caballo por su casa,                 | mein Pferd gegen Ihr Haus,                  |
| mi montura por su espejo,               | mein Zaumzeug gegen Ihren Spiegel,          |
| mi cuchillo por su manta.               | mein Messer gegen Ihre Decke.               |
| Compadre, vengo sangrando,              | Mein Freund, blutend komme ich              |
| desde los puertos de Cabra.             | von den Bergpässen Cabras.                  |
| Si yo pudiera, mocito,                  | Wenn ich könnte, Junge,                     |
| ese trato se cerraba.                   | würde dieser Handel beschlossen.            |
| Pero yo ya no soy yo,                   | Aber ich bin schon nicht mehr ich           |
| ni mi casa es ya mi casa.               | und mein Haus ist nicht mehr mein Haus.     |
| Compadre, quiero morir                  | Mein Freund, ich möchte sterben             |
| decentemente en mi cama.                | schicklich in meinem Bett.                  |
| De acero, si puede ser,                 | Aus Eisen, wenn es sein darf,               |
| con las sábanas de holanda.             | mit den Linnen aus Holland.                 |
| ¿No ves la herida que tengo             | Siehst du nicht die Wunde, die ich trage    |
| desde el pecho a la garganta?           | von der Brust bis zur Kehle?                |
| Trescientas rosas morenas               | Dreihundert dunkle Rosen                    |
| lleva tu pechera blanca.                | auf deiner weißen Hemdbrust.                |
| Tu sangre rezuma y huele                | Dein Blut sickert und riecht                |
| alrededor de tu faja.                   | rund um deine Schärpe.                      |
| Pero yo ya no soy yo,                   | Aber ich bin schon nicht mehr ich           |
| ni mi casa es ya mi casa.               | und mein Haus ist nicht mehr mein Haus.     |
| Dejadme subir al menos                  | Lasst mich wenigstens steigen               |
| hasta las altas barandas,               | zu den hohen Balkonen,                      |
| ¡dejadme subir!, dejadme,               | lasst mich steigen, lasst mich              |
| hasta las verdes barandas.              | zu den grünen Balkonen.                     |
| Barandales de la luna                   | Geländer des Mondes                         |
| por donde retumba el agua.              | von denen das Wasser trommelt.              |
|                                         |                                             |
| Ya suben los dos compadres              | Schon steigen die zwei Gefährten            |
| hacia las altas barandas.               | zu den hohen Balkonen.                      |
| Dejando un rastro de sangre.            | Eine Blutspur hinterlassend.                |
| Dejando un rastro de lágrimas.          | Eine Tränenspur hinterlassend.              |
| Temblaban en los tejados                | Es bebten auf den Dächern                   |
| farolillos de hojalata.                 | kleine Blechlaternen.                       |
| Mil panderos de cristal,                | Tausend Tamburine aus Kristall,             |
| herían la madrugada.                    | hielten das Morgengrauen.                   |
|                                         |                                             |
| Verde que te quiero verde,              | Grün wie ich dich liebe grün.               |
| verde viento, verdes ramas.             | Grüner Wind. Grüne Zweige.                  |
| Los dos compadres subieron.             | Die beiden Gefährten stiegen hinauf.        |
| El largo viento, dejaba                 | Der starke Wind ließ                        |
| en la boca un raro gusto                | im Mund einen seltsamen Geschmack           |
| de hiel, de menta y de albahaca.        | von Galle, von Minze und Basilikum.         |
| ¡Compadre! ¿Dónde está, dime?           | Mein Freund, sag mir, wo ist sie?           |
| ¿Dónde está tu niña amarga?             | Wo ist deine bittere Tochter?               |
| ¡Cuántas veces te esperó!               | Wie viele Male hat sie auf dich gewartet!   |
| ¡Cuántas veces te esperara,             | Wie viele Male sie auf dich gewartet hätte, |
| cara fresca, negro pelo,                | frisches Antlitz, schwarzes Haar,           |
| en esta verde baranda!                  | auf dieser grünen Veranda!                  |
|                                         |                                             |
| Sobre el rostro del aljibe              | Auf dem Antlitz des Brunnens                |
| se mecía la gitana.                     | wiegte sich die Gitana.                     |
| Verde carne, pelo verde,                | Grünes Fleisch, grünes Haar,                |
| con ojos de fría plata.                 | mit Augen aus kaltem Silber.                |
| Un carámbano de luna                    | Ein Eiszapfen des Mondes                    |
| la sostiene sobre el agua.              | hält sie über dem Wasser.                   |
| La noche se puso íntima                 | Die Nacht wurde traulich                    |
| como una pequeña plaza.                 | wie ein kleiner Platz.                      |
| Guardias civiles borrachos,             | Betrunkene Zivilgardisten                   |
| en la puerta golpeaban.                 | klopften an die Tür.                        |
| Verde que te quiero verde.              | Grün wie ich dich liebe grün.               |
| Verde viento. Verdes ramas.             | Grüner Wind. Grüne Zweige.                  |
| El barco sobre la mar                   | Das Schiff auf dem Meer                     |
| y el caballo en la montaña.             | und das Pferd in den Bergen.                |

## Analyse

### Die GedichtsammlungRomancero gitano
In den 1920er Jahren breitete sich, ausgehend von Frankreich, der Surrealismus auch in Spanien aus. Künstler in Spanien fanden in ihm eine Ausdrucksform gegen den Druck einer überkommenen katholischen Moral und feudale Machtstrukturen unter der Diktatur von Miguel Primo de Rivera. Durch seine Freundschaft mit Salvador Dalí und Reisen nach Katalonien in den frühen 1920er Jahren gewann Federico García Lorca Zugang zu dieser Kunstrichtung.
Andererseits war Lorca profunder Kenner der literarischen Tradition Spaniens und speziell seiner andalusischen Heimat.
Der Romancero gitano, 1928 veröffentlicht, wurde rasch sein populärstes lyrisches Werk. Eine Romance hat achtsilbige Verse mit assonantem Reim. Sie bietet dem Dichter große Freiheit, weil sie unreine statt perfekter Reime gestattet. Traditionell erzählte die Romance historische Begebnisse, häufig mit dem Ziel, nationale Werte zu bewahren oder zu propagieren. Leser und Hörer erwarteten eine lineare Geschichte über eine bedeutende Person oder ein besonderes Ereignis aus der Geschichte. Es handelt sich um eine spezifisch spanische Form der dramatischen Dichtung. Romancero gitano bricht mit dieser Tradition. García Lorca untergrub die traditionelle affirmative Funktion der Heldenerzählung, indem er über namenlose Antihelden aus diesem Volk schrieb. Die experimentellen surrealistischen Inhalte der Gedichte vertiefen diesen Bruch.

### Das GedichtRomance sonámbulo
Die vier Anfangszeilen des Gedichts entsprechen einem traditionellen Volkslied. Daran schließt sich die Schilderung einer träumenden jungen Frau auf ihrer Veranda an. Verse im weiteren Verlauf beschreiben die Ankunft eines verwundeten Compadre, der den Hausbewohner bittet, ihn schicklich in einem Bett mit Leintüchern sterben zu lassen. Nach einem kurzen Disput steigen die beiden nach oben auf einen hohen Balkon. Dann erscheint die junge Frau auf einem Brunnen, ihr Erscheinungsbild hat sich gewandelt, ist natürlicher geworden, ohne dass dies im Gedicht erklärt wird. Schließlich erscheint die Guardia Civil. Es gibt keine offensichtliche erzählende Verbindung zwischen diesen Abschnitten.
Die zwei Anfangszeilen werden wiederholt nach dem Fragment mit der jungen Frau auf der Veranda. Ein drittes Mal erscheinen sie zwischen dem Abschnitt mit den beiden Compadres, die zu den Balkonen hinaufsteigen, und der Frau auf dem Brunnen. Am Ende des Gedichts werden die vier Anfangszeilen wiederholt: Das Gedicht schließt einen Kreis, anstatt dass es eine lineare Handlung erzählt. Die männlichen Figuren auf der einen und die weibliche Figur auf der anderen Seite tauchen kein einziges Mal gemeinsam in einem Abschnitt auf; es gibt keine offensichtliche Interaktion zwischen den beiden Männern und der Frau. Wer die klassische Geschichte vom Helden erwartet, der Hindernisse überwindet, um am Ende als glücklicher Sieger hervorzugehen, der wird enttäuscht. Das Gedicht lässt alle Elemente einer „spannenden Geschichte“ vermissen: Es hat keinen eindeutigen Anfang, kein Mittelteil, kein Ende, keine Entwicklung zu einem dramatischen Höhepunkt und keine Auflösung.
Die vier Anfangsverse setzen den Ton für das gesamte Gedicht. Das einzige Verb, quiero, etabliert eine unterschwellige Stimmung von erotischem Begehren. Mit grünen Zweigen assoziiert der Leser üblicherweise Frühling, Leben und Fruchtbarkeit. Das Attribut grün in Verbindung mit Wind lässt den Leser staunen, was dieser mit Fruchtbarkeit und Sexualität zu tun haben könnte? In eigentümlichem Kontrast zu diesem paradoxen Bild stehen die folgenden beiden Verse, die ein Schiff und ein Pferd nennen – genau dort, wo man sie erwartet. Die Farbe grün in Verbindung mit der jungen Frau steht für Jugend, Frische und Attraktivität. Die Verbindung mit grünen Haaren und grünem Fleisch ist jedoch paradox und abstoßend. Attribute wie Augen aus kaltem Silber und bitter stehen für Abweisung und Frustration. García Lorca verwendet die Farbe Grün häufiger in seinen Gedichten, in der Regel ähnlich ambivalent wie in dem vorliegenden.
In die Bilder des Gedichts wurde eine extensive sexuelle Symbolik hineininterpretiert. Grün stehe bei García Lorca insbesondere auch für homosexuelles Begehren. Das Schiff stehe für den weiblichen Leib, das Meer sowohl für Fruchtbarkeit als auch für den Tod. Das Pferd symbolisiere die männliche Libido und das Gebirge stehe für Wildnis und Freiheit. Das Reiben der Zweige im Wind stehe für Masturbation, das vom Mond herunterlaufende Wasser für sexuelle Erleichterung. Die Guardia Civil stehe für die Kräfte der Unterdrückung, der sozialen Rollen und Konventionen. Zusammengenommen suggerieren diese Bilder sublime Sexualität und Frustration.
Ein Beispiel für García Lorcas brillante und originelle Metaphorik sind die beiden Zeilen, die eine Berglandschaft beschreiben, vermutlich die Berge um Granada. Im Morgengrauen sieht der Bergrücken aus wie der runde Rücken eines dunklen Katers, die Agaven auf dem Berg wie die spitzen Haare des gesträubten Fells; heimtückisch, eine Gefahr ankündigend:
El monte, gato garduño

eriza sus pitas agrias.
Kein anderes Gedicht aus dem Romancero Gitano erzeugte mehr Kontroversen und Spekulationen als Romance sonámbulo. Ein Teil der Leserschaft besteht darauf, dass das Gedicht eine Handlung erzähle. Folgende Interpretationen wurden vorgeschlagen:
- Es erzähle von einem verwundeten Schmuggler, der vom Hafen von Cabra kommend im Haus seiner Geliebten und ihres Vaters Zuflucht suche. Am Ende seien die Frau und er tot, und die Guardia Civil klopfe an die Tür.
- Es erzähle die Geschichte einer mondsüchtigen Gitana.
- Gustavo Correa sieht die ganze Gedichtsammlung als Lebens- und Leidensgeschichte einer Gitana, und Romance sonámbulo als einen Teil davon.
- Andere sehen es als den Albtraum von zwei Liebenden, die einander im Traum oder im Delirium suchen.
- Luis Beltrán Fernández de los Rios sah darin die Geschichte einer Gitana, deren Mann in den Bergen zu Tode kommt und die sich daraufhin selbst tötet.
- Rupert Allens Erklärungsansatz fußt auf der Weigerung des einen Mannes, den verwundeten Ankömmling aufzunehmen und ihn im Bett sterben zu lassen. Es handele sich um die Geschichte einer untreuen Frau, die von ihrem Mann ermordet wurde. Der tödlich verwundete Ankömmling sei ihr Geliebter. Gemeinsam stiegen die beiden Männer zur Terrasse hinauf, wo die tote Frau liege.
- Eine philosophische Interpretation sieht zwei Freunde, die die Höhen der Befreiung von alltäglichen Ängsten erklimmen wollen. Das Klopfen der Guardia Civil an der Tür holt sie in den Alltag zurück.
- Eine psychoanalytische Interpretation sieht in den drei Figuren junge Frau, junger Mann und älterer Mann die drei Komponenten einer Persönlichkeit: Das Es, das Ich und das Über-Ich. Der weise ältere Mann führe den jungen Mann nach oben, was dafür stehe, dass er ihn in sein Unbewusstes einführe, sodass er psychische Integrität gewinnen könne.

García Lorca selbst lehnte ab, dass es eine eindeutige Lesart seines Gedichts gebe:

«Es un hecho poético puro del fondo andaluz y siempre tendra luces cambiantes, aun para el hombre que lo ha comunicado, que soy yo.»

„Es ist ein rein poetisches Objekt andalusischen Ursprungs, das immer in wechselndem Licht leuchten wird, selbst dem Mann, der es vermittelt hat und der ich bin.“

Mit der Vielzahl der Interpretationen haben auch die Kritiker unfreiwillig gezeigt, dass niemand die Geschichte von Romance sonámbulo eindeutig erzählen kann. Vieles spricht dafür, dass sie von García Lorcas persönlicher Tragödie handelt, von seinem Streben nach Freiheit, seinem Begehren und seiner Frustration. Da die Gesetze und gesellschaftlichen Konventionen ihm nicht gestatteten, dies direkt mitzuteilen, suchte er in Symbolen und emotionalen Bildern seinen Ausdruck. Der Symbolismus und die Dekonstruktion der Erzählform gestattete ihm, dies in einer Romance darzustellen, in der solche Inhalte sonst unmöglich gewesen wären.

## Musikalische Adaptionen
Das Gedicht wurde in verschiedenen Versionen als Gesangsstück arrangiert. Eine Interpretation als Tanzlied findet sich in Carlos Sauras Film Flamenco von 1995. Eine weitere bekannte Interpretation wurde von Ana Belén und Manzanita gesungen. Eine freie Abwandlung kommt im Soundtrack der zweiten Staffel der Netflix-Serie Casa de papel vor.